# 鲁道夫·施密德
鲁道夫·施密德（德語：Rudolf Schmid，1951年3月21日—2014年10月21日），奥地利男子雪橇运动员。他曾代表奥地利参加1972年和1976年冬季奥林匹克运动会雪橇比赛，其中1976年冬季奥运会获得一枚铜牌。